# Piekielna Dolina koło Polanicy
Piekielna Dolina koło Polanicy este o arie protejată (sit de importanță comunitară — SCI) din Polonia întinsă pe o suprafață de 50,67 ha, integral pe uscat.

## Localizare
Centrul sitului Piekielna Dolina koło Polanicy este situat la coordonatele 50°24′01″N 16°29′07″E / 50.4002°N 16.4854°E.

## Înființare
Situl Piekielna Dolina koło Polanicy a fost declarat sit de importanță comunitară în aprilie 2004 pentru a proteja 1 specie de plante și 3 specii de animale.

## Biodiversitate
Situată în ecoregiunea continentală, aria protejată conține 8 habitate naturale: Râuri de munte și vegetația erbacee de pe malurile acestora, Cursuri de apă de la nivel de câmpie la nivel montan, cu vegetație Ranunculion fluitantis și Callitricho-Batrachion, Liziere de ierburi înalte hidrofile de câmpie și de nivel montan până la alpin, Pante stâncoase silicioase cu vegetație casmofită, Păduri de fag Luzulo-Fagetum, Păduri de stejar și carpen Galio-Carpinetum, Păduri pe pante, grohotișuri și ravene de Tilio-Acerion, Păduri aluvionare cu Alnus glutinosa și Fraxinus excelsior (Alno-Padion, Alnion incanae, Salicion albae).
La baza desemnării sitului se află mai multe specii protejate:
- plante (1): Hamatocaulis vernicosus
- mamifere (1): vidră de râu (Lutra lutra)
- pești (2): zglăvoacă (Cottus gobio), cicar (Lampetra planeri)